# Demba Mbengue
Pour les articles homonymes, voir Mbengue.
Demba Mbengue, né le 10 décembre 1975 à Dakar (Sénégal), est un joueur de basket-ball professionnel français. Il mesure 2,05 m.

## Clubs
- 1993 - 1996 :  Regie Tabac
- 1996 - 1997 :  Wolfenbuttel (2e division)
- 1997 - 1999 :
- 1999 - 2000 :  Heidelberg (2e division)
- 2000 - 2001 :  Andrézieux (Nationale 1)
- 2001 - 2005 :  Clermont (Nationale 1 puis Pro B puis Pro A)
- 2005 - 2006 :  Lleida (LEB)
- 2006 - 2007 : Pas de club
- 2007 - fin 2007 :  La Palma (LEB)
- fin 2007 - ???? :  Clermont (Pro A)

## Palmarès
- Champion de France Pro B en 2004
- Champion de France de Nationale 1 en 2002